# زلنوکومسک
شهر زلنوکومسک (به روسی: Зеленокумск) در کشور روسیه و در کرای استاوروپول واقع شده‌است.